# Boronska kiselina
Boronska kiselina je alkil ili aril substituisana borna kiselina koja sadrži vezu ugljenika i bora. Ona pripada velikoj klasi organoborana. Boronske kiseline deluju kao Luisove baze. Njihovo jedinstveno svojstvo je da mogu da formiraju reverzibilne kovalentne komplekse sa šećerima, aminokiselinama, hidroksaminskim kiselinama, etc. (molekulima sa vicinalnim, (1,2) ili povremeno (1,3) supstituisanim Luisovim baznim donorima (alkohol, amin, karboksilat)). pKa boronske kiseline je ~9, ali ona može da formira tetraedralne boronatne komplekse sa pKa ~7. Oni se povremeno koriste u polju molekularnog prepoznavanja za vezivanje saharida za fluorescentnu detekciju ili selektivni transport saharida kroz membrane.
Boronske kiseline se ekstenzivno koriste u organskoj hemiji kao hemijski gradivni blokovi i intermedijari, predominantno putem Suzuki sprezanja. Ključni koncept njene hemije je transmetalacija njenih organskih ostataka na prelazni metal.
Jedinjenje bortezomib koje sadrži boronsku grupu je lek koji se korisit za hemoterapiju. Atom bora u tom molekulu je ključna podstruktura, jer se putem njega blokiraju pojedini proteazomi koji bi inače degradirali proteine.

## Boronske kiseline
U prodaji je mnoštvo boronskih kiselina koje su stabilne u prisustvu vazduha. Njih karakteriše visoka tačka topljenja. Pošto boronske kiseline lako gube vodu i formiraju ciklični trimerni anhidrid, prodajni materijal često sadrži znatne količine tog anhidrida. To nema uticaja na reaktivnost.
| Borononska kiselina             | R      | Struktura                  | Molarna masa | CAS broj   | Tačka topljenja °C |
| ------------------------------- | ------ | -------------------------- | ------------ | ---------- | ------------------ |
| Fenilboronska kiselina          | Fenil  | Phenylboronic acid         | 121.93       | 98-80-6    | 216–219            |
| 2-Tienilboronska kiselina       | Tiofen | 2-thienylboronic acid      | 127.96       | 6165-68-0  | 138–140            |
| Metilboronska kiselina          | Metil  | methylboronic acid         | 59.86        | 13061-96-6 | 91–94              |
| cis-Propenilboronska kiselina   | propen | cis-propenylboronic acid   | 85.90        | 7547-96-8  | 65–70              |
| trans-Propenilboronska kiselina | propen | trans-propenylboronic acid | 85.90        | 7547-97-9  | 123–127            |

### Sinteza
Boronske kiseline se mogu dobiti na nekoliko načina. Najčešće korišćeni način je reakcija organometalnih jedinjenja bazirana na litijumu ili magnezijumu (Grignard) sa boratnim estrima. Na primer, fenilboronska kiselina se formira reakcijom fenilmagnezijum bromida i trimetil borata i naknadnom hidrolizom
PhMgBr + B(OMe)3 → PhB(OMe)2 + MeOMgBr
PhB(OMe)2 + H2O → PhB(OH)2 + MeOH
Još jedan metod je reakcija arilsilana (RSiR3) sa bor tribromidom (BBr3) u transmetalaciji do RBBr2, čemu sledi kiselinska hidroliza.
Treći metod je paladijumom katalizovana reakcija aril halida i triflata sa diboronil estrima u reakciji kuplovanja. Kao alternativa estrima, u ovom metodu se koristi diboronska kiselina ili tetrahidroksidiboron ([B(OH2)]2).

## Boronski estri (ili boronatni estri)
Boronski estri su estri formirani između boronske kiseline i alkohola.
| Jedinjenje        | Opšta formula | Generalna struktura |
| ----------------- | ------------- | ------------------- |
| Boronska kiselina | RB(OH)2       |                     |
| Boronski estar    | RB(OR)2       |                     |

Jedinjenja se mogu dobiti iz boratnog estra kondenzacijom sa alkoholima i diolima. Fenilboronska kiselina se može samostalno kondenzovati do cikličnog trimera zvanog trifenil anhidrid ili trifenilboroksin.
| Boronski estar                                    | Diol              | Strukturna formula                                                                 | Molarna masa | CAS broj   | Tačka ključanja (°C) |
| ------------------------------------------------- | ----------------- | ---------------------------------------------------------------------------------- | ------------ | ---------- | -------------------- |
| Pinakolni estar alilboronske kiseline             | pinakol           | Allylboronic acid pinacol ester or 2-Allyl-4,4,5,5-tetramethyl-1,3,2-dioxaborolane | 168.04       | 72824-04-5 | 50–53 (5 mmHg)       |
| Trimetilen glikolni estar fenil boronske kiseline | trimetilen glikol | Phenyl boronic acid glycol ester or 2-Phenyl-1,3,2-dioxaborinane                   | 161.99       | 4406-77-3  | 106 (2 mm Hg)        |
| Diizopropoksimetilboran                           | izopropanol       | Diisopropoxymethylborane                                                           | 144.02       | 86595-27-9 | 105 -107             |

Jedinjenja sa petočlanim cikličnim strukturama koja sadrže C–O–B–O–C vezu se nazivaju dioksaborolani, a ona sa šestočlanim prstenovima dioksaborinani.

## Spoljašnje veze
- Boronic acids database